# Sebastián Martín-Retortillo
Sebastián Ricardo Martín-Retortillo Baquer (Huesca, 7 de febrero de 1931-Madrid, 19 de octubre de 2002) fue un político, jurista y catedrático español, alto funcionario de la Administración General del Estado que destacó durante el período de la transición democrática al ocupar distintos puestos de responsabilidad política, llegando a ser ministro Adjunto al Presidente del Gobierno en la primera legislatura con el gobierno de Adolfo Suárez.

## Biografía
Nacido en el seno de una notable familia de juristas procedente de Pozuelo de Zarzón y Montehermoso. Licenciado en Derecho por la Universidad de Zaragoza, doctorándose en la Universidad de Bolonia, después continuó su formación en Alemania. 
Accedió a la cátedra de derecho administrativo de la Universidad de Santiago de Compostela por oposición en la década de 1960 tras haber sido profesor adjunto en la Facultad de Derecho de la Universidad de Sevilla. Durante su periplo universitario, fue catedrático también en las universidades de Valladolid, Madrid y Barcelona.
Tras su etapa como docente, accedió a la administración general del Estado en la década de 1970, llegando a ser subsecretario del ministerio de Educación y Ciencia en 1976-1977 y director del Instituto de Estudios de Administración Local en 1977. En 1979, como miembro de Unión de Centro Democrático, fue elegido diputado al Congreso en las elecciones generales por la circunscripción de Huesca. En la reestructuración ministerial de septiembre de 1979 fue nombrado secretario de Estado de Administración Pública y, en 1980, ministro Adjunto al Presidente.
Tras abandonar la actividad política con la dimisión de Adolfo Suárez en 1981 y la pérdida del escaño en 1982, se reintegró a su labor docente, destacando como profesor invitado en numerosas universidades. Son múltiples sus publicaciones en materias jurídicas, en especial en el ámbito administrativo y fue académico de la Real Academia de Ciencias Morales y Políticas.